# Malmøya
Malmøya (deutsch Malmö) ist eine rund 55 Hektar große Insel im Bunnefjord, dem östlichen Arm des Oslofjords. Sie liegt circa acht Kilometer südlich des Stadtzentrums der norwegischen Hauptstadt Oslo und westlich der Insel Ulvøya. Sie ist die größte Insel Oslos und gehört zum Stadtbezirk Nordstrand und darin zum Stadtteil Bekkelaget.

## Geschichte
Am Ende des 13. Jahrhunderts befanden sich Malmøya und deren vorgelagerte Insel Malmøykalven im Besitz eines dem norwegischen Königshaus eng verbundenen Adelsgeschlechts, seinerzeit repräsentiert durch den Baron Guttorm Gydasøn. Nach seinem Tode vermachte seine Witwe Jartrud in ihrem Testament am 8. Mai 1307 Malmøya und Malmøykalven dem Kollegiatstift St. Marien in Oslo. Bis zur Reformation im Jahr 1537 verblieben sie in Kirchenbesitz.
Im frühen 19. Jahrhundert wurde Malmøya in Landsitze für die vornehmsten Familien der Stadt aufgeteilt. Im Jahr 1888 verzeichnete man 62 Grundstücke auf der Insel, kurz vor dem Zweiten Weltkrieg 141. Heute befinden sich 95 Wohnhäuser auf der Insel. Auf der vorgelagerten Insel Malmøykalven gab es um 1900 das größte Seebad (Freibad) im Oslofjord. Von 1916 bis zum Zweiten Weltkrieg betrieb das Krankenhaus Ullevål auf der Insel ein Sanatorium für Kinder mit Tuberkulose. Ab 1947 wurde die Einrichtung als Kurort für Kinder genutzt.

## Infrastruktur
Eine Straßenverbindung zum Festland besteht seit 1965, als die ca. 120 m lange Brücke über den Malmøysund zur Insel Ormøya fertiggestellt wurde. Sie ersetzt eine frühere Fährverbindung. Die einfache Seilfähre bediente der Fährmann mit der Hand und transportierte sowohl Passagiere als auch Fahrzeuge. Im ehemaligen Wohnhaus des Fährmanns ist heute der örtliche Supermarkt untergebracht. Im Jahr 1960 kenterte die Fähre und wurde durch eine Personenfähre ersetzt. Aber auch diese Fähre kenterte. Bis zur Fertigstellung der Brücke gab es keine Autos auf der Insel, und die Zeitung Verdens Gang berichtete, dass die Einwohner Malmøyas zur Arbeit nach Oslo rudern mussten. Zur Zeit des Brückenbaus gab es Pläne, die Freizeithäfen auf der Nord- und Ostseite der Insel zu vergrößern, deshalb ist die Brücke wesentlich größer dimensioniert als die weiterführenden Straßen auf beiden Seiten. Die Straßen der Insel sind im Privatbesitz der Malmøya Veilag. Sie sind schmal und das Parken auf der Insel ist größtenteils verboten. Mit der Buslinie 85 besteht eine Verbindung zum Bahnhofsplatz (Jernbanetorget) im Osloer Zentrum.
Auf der Insel gibt es zwei Kindergärten. Der Ormsund Ruderklub und der Bundefjord Segelverein befinden sich auf der Südostseite der Insel. Im Südwesten, in der Bucht zur Insel Malmøykalven, liegt der Campingplatz Solvik für körperlich behinderte Menschen. Er wird von der Gemeinde Oslo betrieben. Die Bucht Skinnerbukta auf der Westseite ist ein beliebter windgeschützter Ankerplatz mit Badestrand.

## Schutzgebiete
Am 2. November 1979 wurden sieben Gebiete auf der und um die Insel zum Naturdenkmal und Tierschutzgebiet erklärt. Zweck dieser Maßnahme war es, die geologischen Gegebenheiten zu schützen sowie den Kalk-Kiefernwald und die Vogelwelt zu erhalten. Die Insel ist ein wichtiger Rastplatz und Brutgebiet für Seevögel. Vier dieser Gebiete wurden am 27. Juni 2008 zu einem Naturreservat zusammengefasst.
Folgende Gebiete stehen seitdem unter Schutz:
- Malmøya og Malmøykalven naturreservat (51 ha)[7]
- Kaninøya naturreservat (2,3 ha)[8]
- Malmøya Brygge naturminne (Naturdenkmal; 0,4 ha)[9]
- Nordre Malmøya naturreservat (2,6 ha)[10]

## Geologie

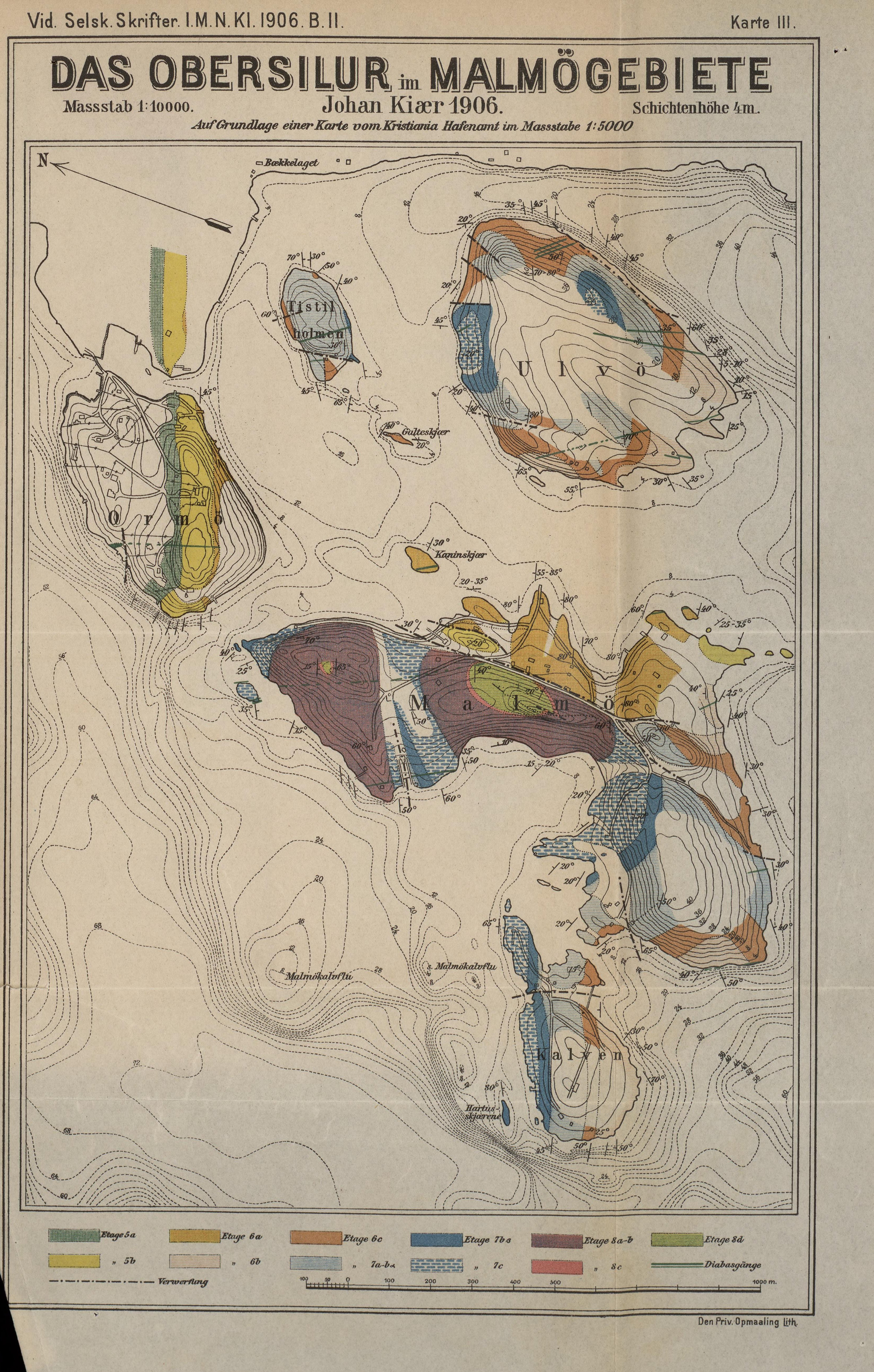
Geologische Karte Malmøyas und umliegender Inseln von Johan Kiær aus dem Jahr 1906

Malmøya befindet sich im Oslograben. Dort sind kaledonisch gefaltete Sedimentgesteine aus dem Kambrium, Ordovizium und Silur, die einen Teil des Falten- und Überschiebungsgürtels der Schwedisch-Norwegischen Kaledoniden repräsentieren, erhalten geblieben. Im Perm, in der Hauptphase der Aktivität des Oslograbens, stieg Magma durch die älteren Gesteinsschichten in der Erdkruste auf und bildete Ganggesteine und Intrusionen. Zahlreiche Vorkommen von Rhyolith und Trachyt (z. B. des als Geschiebe aus Norddeutschland bekannten Rhombenporphyrs) sowie Basalt entstanden zu dieser Zeit im Osloer Gebiet.
Auf Malmøya treten mehrheitlich gefaltete und daher nicht horizontal liegende Sedimentgesteine des höchsten Ordoviziums bis oberen Silurs (Wenlockium) zu Tage. Es handelt sich dabei um eine gemischt siliziklastisch-karbonatische Abfolge eines meist flachen, marinen Ablagerungsraumes. Viele der Gesteinseinheiten führen reichlich Fossilien, vor allem Brachiopoden sowie tabulate und rugose Korallen. Das mag überraschen, da kalkbildende Korallen als tropische Meereslebewesen gelten, Oslo aber auf 60° nördlicher Breite liegt. Erklärt wird es damit, dass „Ur-Europa“ (Baltica) im Ordovizium und Silur, also zu der Zeit, in der diese Korallen lebten, in der Nähe des Äquators lag. In Folge der Kontinentaldrift trieb die Region dann langsam nordwärts an ihre heutige Position.
Zu den ältesten Ablagerungen auf Malmøya gehören die oberordovizischen (Hirnantium, ca. 445 mya) Kalkstein-Konglomerate der Langøyene-Formation im Südosten der Insel. Sie schneiden sich rinnenartig in unterlagernde Schichten ein und repräsentieren den tiefsten Meeresspiegelstand in der gesamten Abfolge. Die Kalksteingerölle in siliziklastisch-sandiger Matrix enthalten u. a. Korallen.
Die ältesten Schichten des Silurs sind die der Solvik-Formation (frühes Llandovery, 440 mya). Sie bestehen aus dunkelbraunen Tonschiefern mit sandig-siltigen, selten kalkigen Zwischenlagen und kommen im Osten, Südosten und Süden der Insel vor. Insbesondere die in flacherem Wasser abgelagerten Schichten enthalten eine vielfältige Fossilfauna. So finden sich darin große Mengen kleiner Brachiopoden. Besonders häufig ist Protatrypa malmoyensis. Weiterhin kommen größere Formen, wie Leptaena, Eoplectodonta (beides Strophomenida) und Stricklandia (Pentamerida) vor, mit einem Klappendurchmesser von sechs bis acht Zentimetern. Seltener sind Fossilien verschiedener Korallen, der kalkbildenden Grünalge „Mastopora“ (Cyclocrinites) oder von Trilobiten. Auch wenn der Trilobit Calymene eines der Wahrzeichen von Malmøya ist, so ist er im Vergleich zu anderen Fossilien selten in den Gesteinen der Insel anzutreffen.
Die nächstjüngere Gesteinseinheit ist die Rytteråker-Formation (Mittel-Llandovery, 435 mya), die ganz im Süden der Insel ausbeißt. Es handelt sich um eine relativ mächtige Serie aus meist knollig-geschichteten Kalkmergelsteinen, die im höheren Teil stellenweise kleine Riffe enthält. Diese Riffe sind vor allem aus Stromatoporen und Korallen der Gattung Favosites und Halysites aufgebaut. Korallen und Stromatoporen sowie pentameride Brachiopoden sind auch im übrigen Teil der Formation relativ häufig.
Am Südrand der großen Bucht Skinnerbukta, die in den Westen der Insel hineinragt, schließen Knollenkalke bzw. Kalkknotenschiefer der Vik-Formation (Ober-Llandovery, 430 mya) auf. Deren Schichtflächen zeigen Nautiloideen und Reste von Seelilien. Häufig in der Vik-Formation Malmøyas ist auch der Brachiopode Atrypa.
An der Ostseite der Skinnerbukta befindet sich das Typusprofil der Skinnerbukta-Formation (höchstes Llandovery–unteres Wenlock, 428 mya). Diese ist vor allem aus grauen Tonschiefern aufgebaut, die in größerer Meerestiefe angelagert wurden. An Fossilien sind deshalb vorwiegend Nautiloideen und Graptolithen enthalten.
Das jüngste Sedimentgestein Malmøyas ist die Malmøya-Formation (Mittel-Wenlock, 425 mya), für die Malmoya ebenfalls Typuslokalität ist. Kalksteine der Malmøya-Formation, der sogenannte Malmøy-Kalk, sind im Zentrum der Insel auf der höchsten Erhebung aufgeschlossen. Diese Kalksteine enthalten ebenfalls Brachiopoden, Korallen und Schwämme und wurden zeitweise zur Zementherstellung abgebaut.
Die jüngsten Gesteine auf Malmøya sind permischen Alters (300–250 mya). Dabei handelt es sich nicht um Sedimentgesteine, sondern um Subvulkanite, die den Magmatismus im Zusammenhang mit der tektonischen Aktivität des Oslograbens dokumentieren. So werden etwa die Gesteine der Solvik-Formation im Südwesten der Insel von einem Doleritgang durchschlagen. Die Oberfläche sowohl des Dolerits als auch der Sedimentgesteine der Solvik-Formation weist dort Gletscherschrammen auf, die Nordwest-Südost orientiert sind. Diese sind Zeugnisse der Gletscherbewegungen während des Pleistozäns vor mehr als 10.000 Jahren, sind also geologisch bedeutend jünger als alle Gesteine auf der Insel.